# Adèle Nakhou
Adèle Nakhou var en syrisk-libanesisk feminist. Hon betraktas som en av kvinnorörelsens pionjärer i sitt land. 
Hon nämns som en av den syrisk-libanesiska kvinnorörelsens pionjärer vid sidan av Labibah Thabit, Ibtihaj Kaddoura, Rose Shihaa, Evelyn Boustros, Laure Tabet, Najla Saab och Emily Fares Ibrahim. De tillhörde en grupp bildade sekulära kvinnor som hade fått utbildning av västerländska missionärer och lagt av sig slöjan, och som stödde självständighet från kolonialmakten, men som i likhet med samtida modernistiska arabnationalister menade att en ny självständig nation inte skulle bli framgångsrik om den inte inkluderade kvinnor bland sina aktiva medborgare. 